# 拉沙佩勒欧布罗
拉沙佩勒欧布罗（法語：La Chapelle-aux-Brocs，法語發音：[la ʃapɛl o bʁo]）是法国科雷兹省的一个市镇，位于该省西南部，属于布里夫拉盖亚尔德区。

## 地理
拉沙佩勒欧布罗（45°8'46"N, 1°37'36"E）面积4.99 平方千米，位于法国新阿基坦大区科雷兹省，该省份为法国中南部省份，北起上维埃纳省和克勒兹省，西接多爾多涅省，南至洛特省，东临多姆山省和康塔爾省。
与拉沙佩勒欧布罗接壤的市镇（或旧市镇、城区）包括：科纳克、达尼亚、朗特伊。

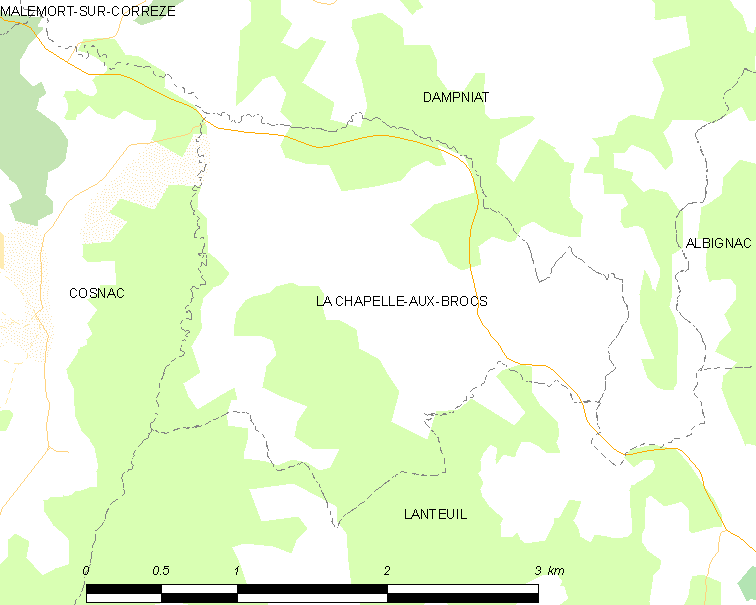
拉沙佩勒欧布罗的OSM定位图

拉沙佩勒欧布罗的时区为UTC+01:00、UTC+02:00（夏令时）。

## 行政
拉沙佩勒欧布罗的邮政编码为19360，INSEE市镇编码为19043。

## 政治
拉沙佩勒欧布罗所属的省级选区为布里夫拉盖亚尔德第三县。

## 人口

1962-2008年间拉沙佩勒欧布罗人口变化图示

拉沙佩勒欧布罗于2022年1月1日时的人口数量为460人。